# リトラル (アルゼンチン)

The Argentine littoral

リトラル（西: Litoral）は、アルゼンチンの地方区分のひとつ。パラナ川に面したアルゼンチン東部のエントレ・リオス州 、コリエンテス州、 サンタフェ州の三州を指す。ブエノスアイレス州を含む場合もあるが、一般的にはリトラル三州というような言い方をする。歴史的にブエノスアイレスよりもウルグアイとの繋がりが深い。
アルゼンチンで最も林業が盛んな地域である。 メソポタミア地方とは微妙に用法が異なるので注意。